# Chabab Riadhi Beni Thour
Maillots
Dernière mise à jour : 23 décembre 2024.
Le Chabab Riadhi Beni Thour (en arabe : الشباب الرياضي لبني ثور), plus couramment abrégé en CR Beni-Thour ou encore en CRB, est un club algérien de football fondé en 1990 et basé dans le quartier de Beni-Thour dans la Wilaya de Ouargla.

## Histoire

### Naissance d'un club de quartier (1990)
Le club est né dans le quartier populaire de Beni-Thour en 1990, et a été sacré champion dès sa première saison au niveau de la wilaya.
Lors de la saison 1998-1999, le club est sacré champion du Groupe Sud de la D2 algérienne pour continuer à évoluer dans cette division l'année suivante (le club était nommé le Chabab Riadhi de Beni-Thour).
Lors de cette saison suivante 1999-2000, le club décide de changer de nom et de se référer à la ville entière, il choisit le nom du Mouloudia Chabab Ouargla abrégé en MCO (ce qui engendra à l'époque une certaine confusion vis-à-vis de l'ex-MC Ouargla disparu juste avant et qui a longtemps évolué en D2 algérienne) ; mais abandonne ce nom à la suite des contestations des supporteurs du quartier de Beni-Thour.

### Exploit inédit (2000)
En 2000, le club créé la surprise en étant le premier club algérien du sud du pays à remporter un titre majeur (alors qu'il évolue pourtant en 2e division), en l'occurrence la Coupe d'Algérie 2000 face au WA Tlemcen, après avoir éliminé le CS Constantine en 1/4 de finale, et le MC Oran en 1/2 finale.
L'équipe du CRB était composée de Bellouti (GB), Benzaïd, Ouichaoui, Bensalem, Touafek, Lassakeur, Arbaoui (Chambit 77), Ghoula (Cap.), Belhadef (Boudaoui 80), Hellali (Ghouti 60), remplaçants : Gouamid, Zatout, Belkheïra, Aïssaoui ; entraîneur : Laghrour.

### Retour en divisions inférieures
Depuis cet exploit, le club trace un objectif pour accéder en D1, mais malheureusement ne parvient pas, et se voit même relégué en D3 lors de la saison 2004, puis en D4 en 2007. En 2015, le CRB parvient à revenir en Division Nationale Amateur (D3).

## Identité du club

### Couleurs et logos
Les couleurs du Chabab Riadhi Beni-Thour sont le vert et le blanc.

Ancien logo du club.
Logo actuel du club.

## Palmarès et bilan

### Palmarès
| Compétitions nationales                   | Compétitions internationales                                         |
| ----------------------------------------- | -------------------------------------------------------------------- |
| - Coupe d'Algérie (1) - Vainqueur : 2000. | - Coupe d'Afrique des vainqueurs de coupe - 1/8 de finaliste : 2001. |

### Participation internationale
Le CRB est le premier club issu du sud algérien à avoir représenté l'Algérie dans une compétitions africaine, en l’occurrence la Coupe d'Afrique des Vainqueurs de Coupe (C2) en 2001.

## Parcours

### Classement par année en championnat
- 1989-90 : ?, ?e
- 1990-91 : ?, ?e
- 1991-92 : ?, ?e
- 1992-93 : ?, ?e
- 1993-94 : D3, 13e
- 1994-95 : D3, 9e
- 1995-96 : D3, ?e
- 1996-97 : D3, 4e
- 1997-98 : D3, 1er
- 1998-99 : D2, Gr. sud, 1er
- 1999-00 : D2, 7e
- 2000-01 : D2 centre-est, 14e
- 2001-02 : D2 centre-est, 4e
- 2002-03 : D2 centre-est, 9e
- 2003-04 : D2 est, 11e
- 2004-05 : D3, 8e
- 2005-06 : D3, Gr. centre, ?e
- 2006-07 : D4, R1 Ouargla, ?e
- 2007-08 : D4, R1 Ouargla, ?e
- 2008-09 : D4, R1 Ouargla, ?e
- 2009-10 : D4, R1 Ouargla,?e
- 2010-11 : D4, Gr. centre-est, ?e
- 2011-12 : D4, Gr. centre-est, ?e
- 2012-13 : D4, Gr. centre-est, ?e
- 2013-14 : D4, Gr. centre-est, ?e
- 2014-15 : D4, Gr. centre-est, 1er
- 2015-16 : D3, Gr. est, 2e
- 2016-17 : D3, Gr. est, 10e
- 2017-18 : D3, Gr. est, 9e
- 2018-19 : D3, Gr. est, 4e
- 2019-20 : D3, Gr. est, 1er
- 2020-21 : D2, Gr. est, 9e
- 2021-22 : D3, Gr. Sud-Est, 6e
- 2022-23 : D3, Gr. Sud-Est, 2e
- 2023-24 : D3, Gr. Sud-Est, 6e
- 2024-25 : D3, Gr. Sud-Est, ?e

### Parcours du CR Beni Thour en coupe d'Algérie
| Saison  | Tour        | Matchs     | Résultats |
| ------- | ----------- | ---------- | --------- |
| 1990-91 | ?           | ?          | ?         |
| 1991-92 | ?           | ?          | ?         |
| 1992-93 | N.J         | N.J        | N.J       |
| 1993-94 | ?           | ?          | ?         |
| 1994-95 | ?           | ?          | ?         |
| 1995-96 | ?           | ?          | ?         |
| 1996-97 | ?           | ?          | ?         |
| 1997-98 | ?           | ?          | ?         |
| 1998-99 | 1/16 finale | MC Alger   | 4-0       |
| 1999-00 | Vainqueur   | WA Tlemcen | 2-1       |
| 2000-01 | 1/16 finale | JSM Skikda | 2-1       |
| 2001-02 | ?           | ?          | ?         |
| 2002-03 | ?           | ?          | ?         |
| 2003-04 | ?           | ?          | ?         |
| 2004-05 | ?           | ?          | ?         |
| 2005-06 | ?           | ?          | ?         |
| 2006-07 | ?           | ?          | ?         |
| 2007-08 | ?           | ?          | ?         |
| 2008-09 | ?           | ?          | ?         |
| 2009-10 | ?           | ?          | ?         |
| 2010-11 | ?           | ?          | ?         |
| 2011-12 | ?           | ?          | ?         |
| 2012-13 | ?           | ?          | ?         |
| 2013-14 | ?           | ?          | ?         |
| 2014-15 | ?           | ?          | ?         |
| 2015-16 | ?           | ?          | ?         |
| 2016-17 | ?           | ?          | ?         |
| 2017-18 | ?           | ?          | ?         |
| 2018-19 | ?           | ?          | ?         |
| 2019-20 | 1/32 finale | USM Annaba | 2-0       |
| 2020-21 |             |            |           |
| 2021-22 |             |            |           |
| 2022-23 |             |            |           |
| 2023-24 |             |            |           |
| 2024-25 |             |            |           |

## Structures du club

### Infrastructures

#### Stade 24 Février
Le stade est situé à Rouissat 7 km de Ouargla, ou se déroule les matchs de l'équipe du quartier de Beni-Thour.

## Personnalités du club

### Anciens joueurs
- El Arbaoui El Eulmi
- Hassen Ghoula
- Nacer-eddine Aïd
- Hamid Kahwa
- Ami Kader
- El-Reg Adel

### Anciens entraîneurs
- Kaci Saadeddine (1998-1999)
- Dan Anghelescu (2000)
- Mahdi Tchapou

### Anciens présidents
C'est Rahmoun Zergoune qui a déposé la nouvelle appellation (MC Ouargla; Mouloudia Chabab Ouargla) après la victoire contre le CRB Mécheria en match barrage au lieu du ancien nom (CR Béni Thour), c'était à l'assemblé général qui a eu lieu dans la maison de la culture de Ouargla le samedi 22 mai 1999.